# Birgül
Birgül est un prénom féminin turc composé notamment du mot gül (« rose, fleur »).

## Personnalités
- Birgül Güler (1990- ), joueuse de volley-ball turque ;
- Birgül Oğuz (en) (1981- ), écrivaine turque.

Pour les articles sur les personnes portant ce prénom, consulter les listes générées automatiquement pour Birgül